# Unione Sportiva Castelnuovo Garfagnana 2006-2007
Questa voce raccoglie le informazioni riguardanti l'Unione Sportiva Castelnuovo Garfagnana nelle competizioni ufficiali della stagione 2006-2007.

## Rosa
| N. |                    | Ruolo | Calciatore                |
| -- | ------------------ | ----- | ------------------------- |
|    | Brasile (bandiera) | A     | Da Cruz Alessandro Aragao |
|    | Italia (bandiera)  | A     | Mario Artistico           |
|    | Italia (bandiera)  | D     | Manuel Cattani            |
|    | Italia (bandiera)  | D     | Andrea Cipolli            |
|    | Brasile (bandiera) | C     | Fábio Eduardo Cribari     |
|    | Italia (bandiera)  | C     | Giovanni D'Andria         |
|    | Italia (bandiera)  | P     | Ivan Dazzi                |
|    | Italia (bandiera)  | D     | Pacifico Fanani           |
|    | Italia (bandiera)  | A     | Marco Ferrari             |
|    | Italia (bandiera)  | C     | Andrea Filosi             |
|    | Italia (bandiera)  | C     | Valerio Fommei            |

| N. |                   | Ruolo | Calciatore          |
| -- | ----------------- | ----- | ------------------- |
|    | Italia (bandiera) | C     | Luigi Grassi        |
|    | Italia (bandiera) | C     | Simone Guerri       |
|    | Italia (bandiera) | A     | Edoardo Micchi      |
|    | Italia (bandiera) | D     | Giacomo Nincheri    |
|    | Italia (bandiera) | C     | Luca Nizzetto       |
|    | Italia (bandiera) | D     | Mirko Palazzi       |
|    | Italia (bandiera) | C     | Christian Pennucci  |
|    | Italia (bandiera) | D     | Adriano Rossini     |
|    | Italia (bandiera) | C     | Alessio Sireno      |
|    | Italia (bandiera) | C     | Davide Vaira        |
|    | Italia (bandiera) | P     | Cristian Vercellone |